# Ноний Марцел
Ноний Марцел (на латински: Nonius Marcellus) e късноримски граматик и лексикограф от 3 и 4 век.

## Произход
Произлиза от Thubursicu Numidarum в провинция Нумидия в Северна Африка и има допълнителното име peripateticus Tubursicensis („Перипатетикът от Тубурсику“).

## Творчество
Той е написал A doctrinis de peregrinando, а главното му произведение е De compendiosa doctrina. В 20 глави той дава обяснение за значението на думи от: корабоплаване, облекло, храни, оръжия, цветове и роднински връзки.
Главите на De compendiosa doctrina:
- I. De Proprietate Sermonum
- II. De Honestis et Nove Veterum Dictis
- III. De Indiscretis Generibus
- IV. De vera Significatione Verborum
- V. De Differentiis Verborum
- VI. De Impropriis
- VII. De Contrariis Generibus Verborum
- VIII. De Mutata Declinatione
- IX. De Generibus et Casibus
- X. De Mutatis Conjugationibus
- XI. De Indiscretis Adverbüs
- XII. De Doctorum Indagine
- XIII a XVIII, termes tècnics (De Genere Navigiorum, De Genere Vestimentorum, De Genere Vasorum vel Poculorium, De Genere vel Colore Vestimentorum, De Genere Ciborum vel Pomorum, De Genere Armorum, De Propinquitate).

Граматиците Присциан и Фулгентий го използват за техните произведения.